# Nazareno Marcineiro
Nazareno Marcineiro (Criciúma, 8 de dezembro de 1959) é um policial militar brasileiro. Foi comandante-geral da Polícia Militar de Santa Catarina de 2011 a 2014, sendo sucedido pelo Coronel Valdemir Cabral.

## Biografia
Em 2012, ocupou o cargo de presidente do Conselho Nacional dos Comandantes Gerais, sendo eleito por unanimidade, passando a ser o porta-voz da corporação dos vinte e seis estados e o Distrito Federal. Além de zelar pela imagem da PM no país, o coronel Nazareno passou a acompanhar os projetos de lei no Congresso Nacional, destacando os projetos das modificações no código penal, que resultou o direito de ocupar uma cadeira no Conselho Nacional de Segurança Pública no Ministério da Justiça, em Brasília.
Foi nomeado em 1º de julho de 2015 para o cargo de diretor do departamento da Força Nacional de Segurança Pública. Deixou o cargo em 29 de dezembro de 2015.

## Publicações
O Coronel Nazareno é conhecido nacionalmente como doutrinador de polícia comunitária, sendo autor do livro “Polícia Comunitária - Construindo Segurança nas Comunidades”.